# ساکی

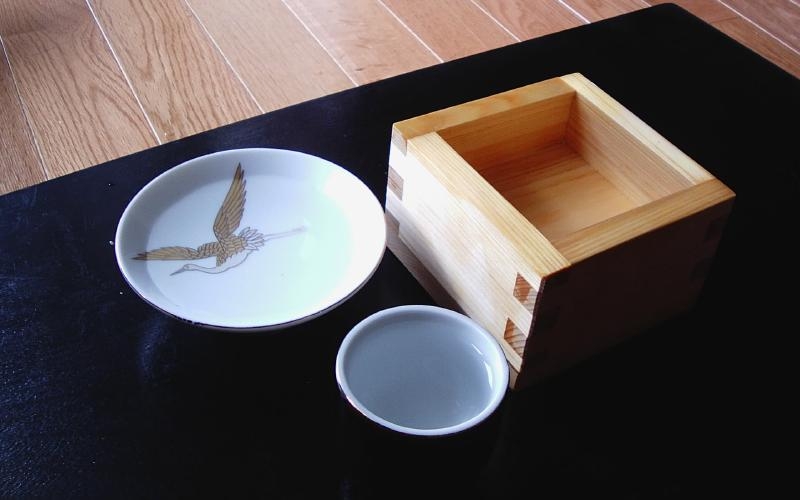
ساکی.

ساکه (به ژاپنی:酒) یا اوساکه یا ساکی واژه‌ای است ژاپنی که در ژاپن به معنی «مشروبات الکلی» به‌کار می‌رود ولی در فارسی به نوعی عرق یا آبجوی برنج که در ژاپن پرطرفدار است گفته می‌شود. این عرق برنج را در خود زبان ژاپنی نیهونشو (日本酒) می‌نامند و آن را معمولاً کمی گرم می‌نوشند. مقدار الکل موجود در ساکی معمولاً بین ۱۵ تا ۱۷٪ است.
به ساکی گاهی شراب برنج هم گفته می‌شود که درست نیست زیرا مراحل ساخت نیهونشو بیشتر به آبجو شباهت دارد تا شراب.

## تاریخ

### تا دوره کامیکا -
منبع ساکه مشخص نیست، اما تخمیر برنج به الکل در حدود ۵۰۰ قبل شمارش میلادی از چین به ژپان  اورده شد. اولین نشان به استفاده الکل در ژپان توی Book of Wei در Records of the Three Kingdoms اراه شد. این متن چینی قرن سوم از نوشیدن و رقص ژاپنی صحبت می کند.
نوشیدنی الکلی (ساکه) چندین بر ذکر شدن در کوجیکی - اولین نوشتانی تاریخ ژاپنی که تدوین شد در سال ۷۱۲ میلادی.بامفورث (2005) منشأ ساکه احتمالی حقیقت را بیان می کند (که از برنج،‌ اب،  کوجی و آسپرژیلوس اوریزا) در دوره نارا (۷۱۰-۷۹۴ میلادی).